# Christian Martini
Christian Martini, russisch Христиан Мартини, (* 1699 in Breslau, Fürstentum Breslau; † nach 1739) war ein deutscher Philosoph und Physiker.

## Leben
Martini studierte an den Universitäten in Jena und Leipzig, wo er Vorlesungen zur Philosophie, Theologie und Mathematik besuchte. In Wittenberg studierte er die Schriften des Universalgelehrten Christian Wolff und verfasste zu dessen Verteidigung gegen Johann Franz Buddeus einen Aufsatz, den er unter einem Pseudonym veröffentlichte. 1724 wandte sich Laurentius Blumentrost, Leibarzt des Zaren und erster Akademiepräsident, an Christian Wolff mit der Bitte, ihm bedeutende Wissenschaftler für die neu gegründete Russische Akademie der Wissenschaften vorzuschlagen. Obwohl Wolff Martini nicht persönlich kannte, empfahl er ihn als Adjunkt für den Lehrstuhl für Mathematik oder den für Physik. Auf Einladung von Blumentrost ging Martini im Juni 1725 als erster der eingeladenen ausländischen Wissenschaftler nach Sankt Petersburg und erhielt den Lehrstuhl für Physik an der Kaiserlichen Akademie, deren Mitglied er wurde. Georg Bernhard Bilfinger, der ab 1725 ebenfalls an der Petersburger Akademie lehrte, hielt wenig von Martinis wissenschaftlichen Leistungen und drückte seine Geringschätzung bei vielen Gelegenheiten aus. Dies führte zu einem Austausch der Lehrstühle, so dass Martini ab 1726 den Lehrstuhl für Logik und Metaphysik an der Akademie besetzte. Die aufgetretenen Konflikte konnten damit jedoch nicht beseitigt werden und Martini wurde nahegelegt, die Akademie zu verlassen. Ende 1728 beantragte er seine Entlassung, und Anfang Mai 1729 verließ er Sankt Petersburg. Er kehrte in seine schlesische Heimat zurück und war an einem Gymnasium in Brieg tätig.
Nach seiner Rückkehr veröffentlichte er 1731 das Buch Nachricht aus Rußland, das eine Zusammenstellung verschiedener Themen beinhaltet und aufgrund der damaligen spärlichen Literatur über Russland einen nachhaltigen Einfluss auf das Russlandbild in Westeuropa hatte.
Für die Zeit nach 1739 liegen keine Quellen über Martini vor; das Todesdatum und der Todesort sind unbekannt.

## Schriften
- Christian Martini: Nachricht aus Rußland. Von dessen Kirchen-Geschichte. Michael Hubert, Frankfurt, Leipzig 1731.